# Кораловий колір
Кораловий колір — рожево-помаранчевий колір, що асоціюється з кольором коралів. Перша згадка використання назви «кораловий колір» датується 1513 роком.
Існує два різновиди цього кольору:
- рожево кораловий колір (перша згадка у 1892 році)[2]
- світло кораловий колір